# 龙门街道 (巫山县)
龙门街道是中华人民共和国重庆市巫山县下辖的一个街道办事处。

## 行政区划
龙门街道下辖以下村级行政区划单位：
聚鹤社区、龙江村、龙水村和梨早村。